# Saxo Grammaticus
Saxo Grammaticus (okolo 1140 – okolo 1220) byl dánský letopisec a duchovní. Od roku 1185 sepisoval na zakázku biskupa Absalona 16svazkové dějiny Dánska v latinském jazyce, Gesta Danorum (Činy Dánů), nejranější a nejvýznamnější dánské dějepisné dílo a zároveň prostředek národní identifikace; toto dílo obsahuje též četné zmínky o Pobaltských Slovanech.